# Hans Beat Wieland

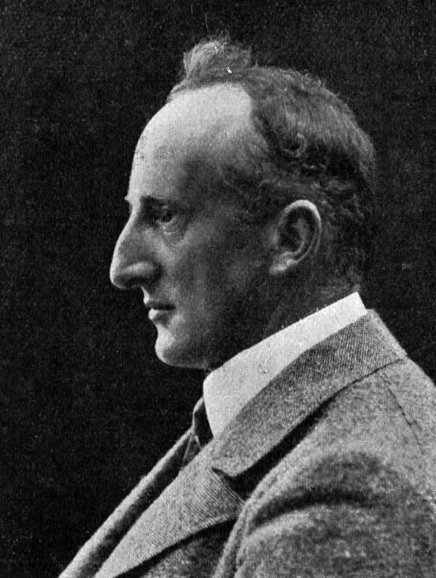
Hans Beat Wieland

Hans Beat(us) Wieland (* 11. Juni 1867 in Gallusberg bei Mörschwil; † 23. August 1945 in Kriens) war ein Schweizer Landschaftsmaler.

## Leben
Nach dem frühen Tod seines Vaters, des Ingenieurs Richard Ludwig Wieland (1826–1868), wuchs Hans Beat Wieland in Basel auf. Den Besuch des dortigen Realgymnasiums brach er 1883 ab und wechselte auf die Gewerbeschule. Anschließend nahm er Unterricht an der Zeichenschule Fritz Schiders. Es folgte der Besuch der Königlichen Kunstgewerbeschule München, der privaten Kunstschule Paul Nauens und schließlich 1887 der Akademie der Bildenden Künste München, wo Nikolaus Gysis, Ludwig von Löfftz und Wilhelm von Lindenschmit der Jüngere seine Lehrer waren. Nachdem er 1891 sein erstes Bild ausgestellt hatte, malte er für die Weltausstellung 1893 in Chicago gemeinsam mit Zeno Diemer ein Großpanorama der Tiroler Alpen im Auftrag des Österreichischen Verkehrsvereins. 1894 schloss Wieland sich der Münchener Secession an.

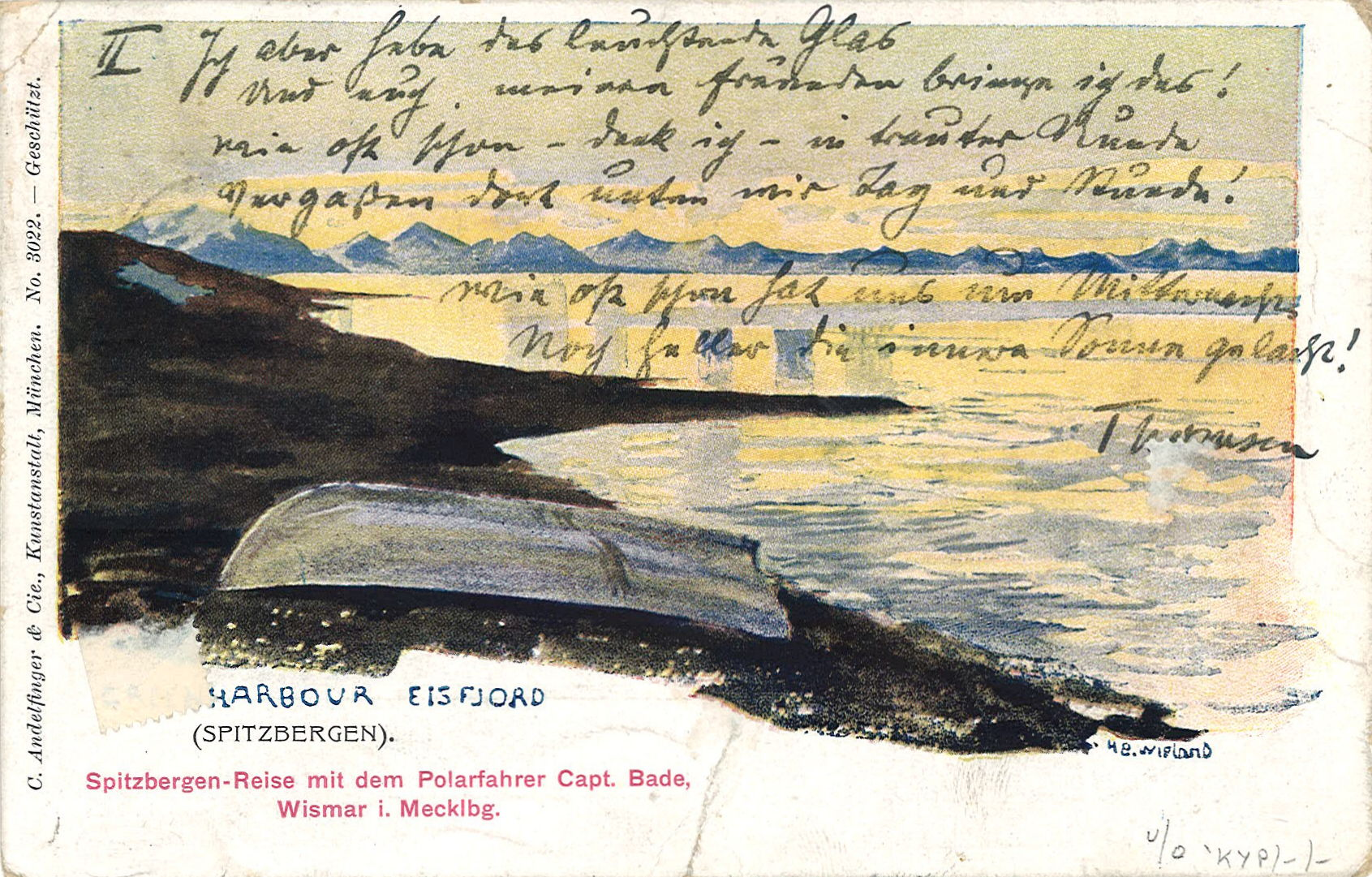
Postkarte für Bades Polarkreuzfahrt mit der SS Oihonna (1903)

1896 nahm er an einer von Wilhelm Bade organisierten Kreuzfahrt nach Spitzbergen teil. Im Auftrag der Leipziger Illustrierten sollte er als „zeichnender Reporter“ den Start Salomon August Andrées zu seiner Ballonfahrt zum Nordpol verfolgen. Als Andrée den Start auf den Sommer 1897 verschob, reiste Wieland erneut mit Bade nach Danskøya. Frucht dieser beiden Reisen war eine erste bedeutende Werkgruppe mit dokumentarischen Gemälden und Aquarellen der norwegischen Küste und der arktischen Landschaft Spitzbergens. Wieland gestaltete für Bade auch Postkarten, die auf dessen Kreuzfahrten verkauft wurden.
1898 heiratete Wieland seine Künstlerkollegin Elsa Henkell, die Tochter von Rudolf Henkell (1843–1912), dem Besitzer der Sektkellerei Henkell & Co, und wohnte mit ihr in München. Zwei Jahre später zogen sie nach Eching am Ammersee, wo sie sich in der Kaagangerstraße ein Landhaus im Norwegerstil mit Grassodendach errichten ließen. Dem Paar wurden drei Kinder geboren: Klaus Peter Karl (1904–1960), Franka Beata Emilie (1905–1961) und Richard Rudolf (* 1907).

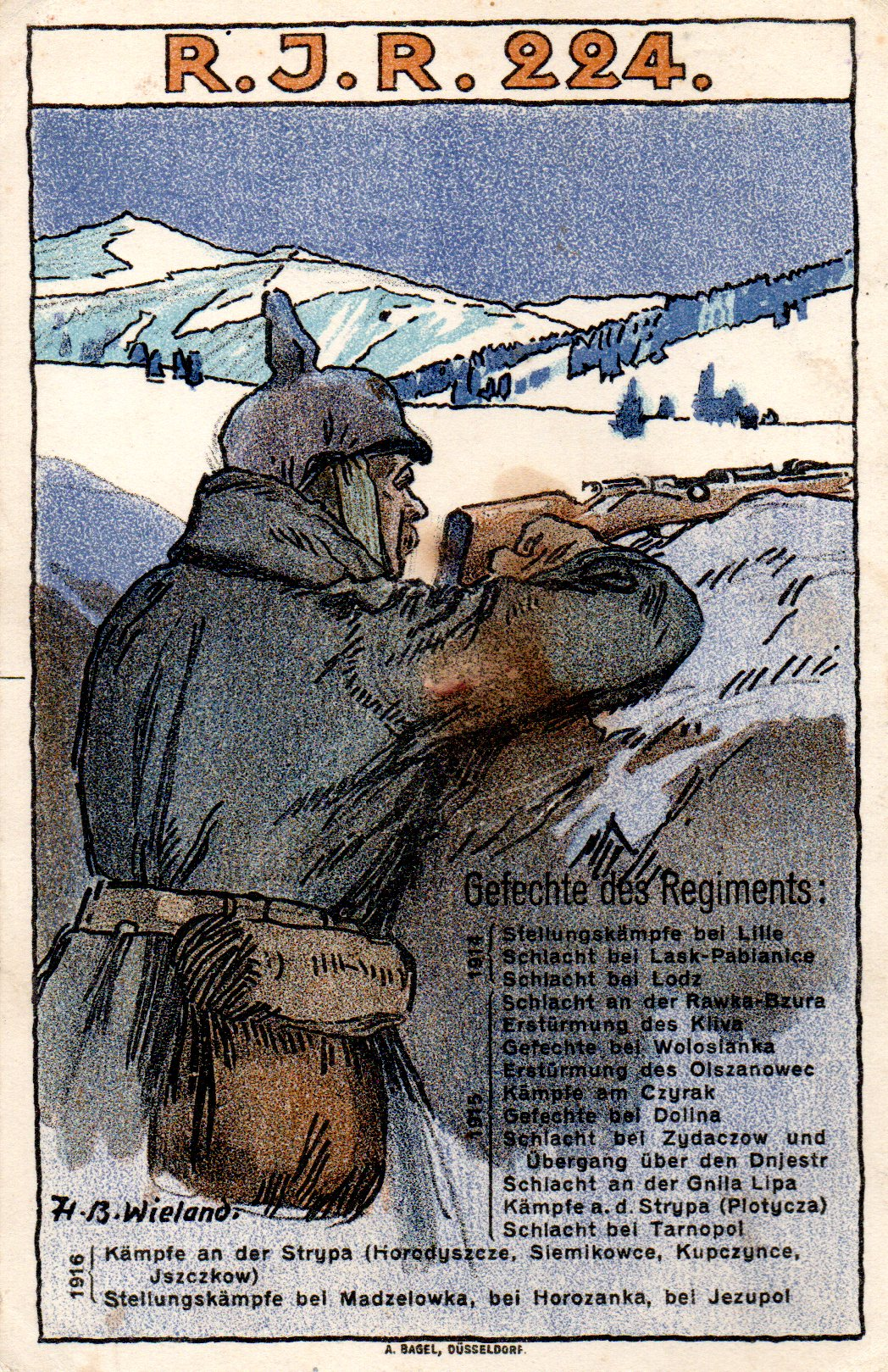
Signierte Postkarte mit Kriegsdarstellung (1916)

1904 war Wieland Mitbegründer des Vereins Münchener Aquarellisten um Rudolf Köselitz. Ein Jahr später wurde er in die Eidgenössische Kunstkommission gewählt. 1906 findet sich sein Name im Mitgliederverzeichnis des Deutschen Künstlerbundes. Mit seinen atmosphärischen Landschaftsdarstellungen erreichte er nun allgemeine Anerkennung. Im Ersten Weltkrieg malte und zeichnete er als Kriegsmaler des k.u.k. Kriegspressequartiers im Auftrag des Wiener Heeresmuseums auf dem italienischen, montenegrinischen und rumänischen Kriegsschauplatz. 1918 kehrte er in die Schweiz zurück und ließ sich mit seiner Familie in Schwyz nieder, war aber bisweilen auch am Ammersee tätig, wo sein Landhaus ihm weiter als Ferienhaus diente. In Schwyz erwarb er sich den Acherhof, den er renovieren ließ und um einen Neubau ergänzte. Ab 1930 wohnte er in Kriens. In der Schweiz schuf Wieland Bahnhofsfresken in Bern, Basel, Genf und Luzern, zwei derselben sind heute im Bahnhof Göschenen zu sehen.

## Schriften
- Hans Beat Wieland: Spitzbergen und Hurtigrute: Reisetagebücher von 1896/97. Hrsg.: Klaus Kurre, Sandra Walser. KURRE:DE, Nürnberg 2022, ISBN 978-3-9822996-6-2.